# Tooxin
Tooxin (Ook: Tohen, Tohèn, Bohin) is een vissersdorp in het noorden van het district Alula, regio Bari, Somalië.
 Tooxin ligt in het deel van Somalië dat behoort tot de semiautonome 'staat' Puntland.

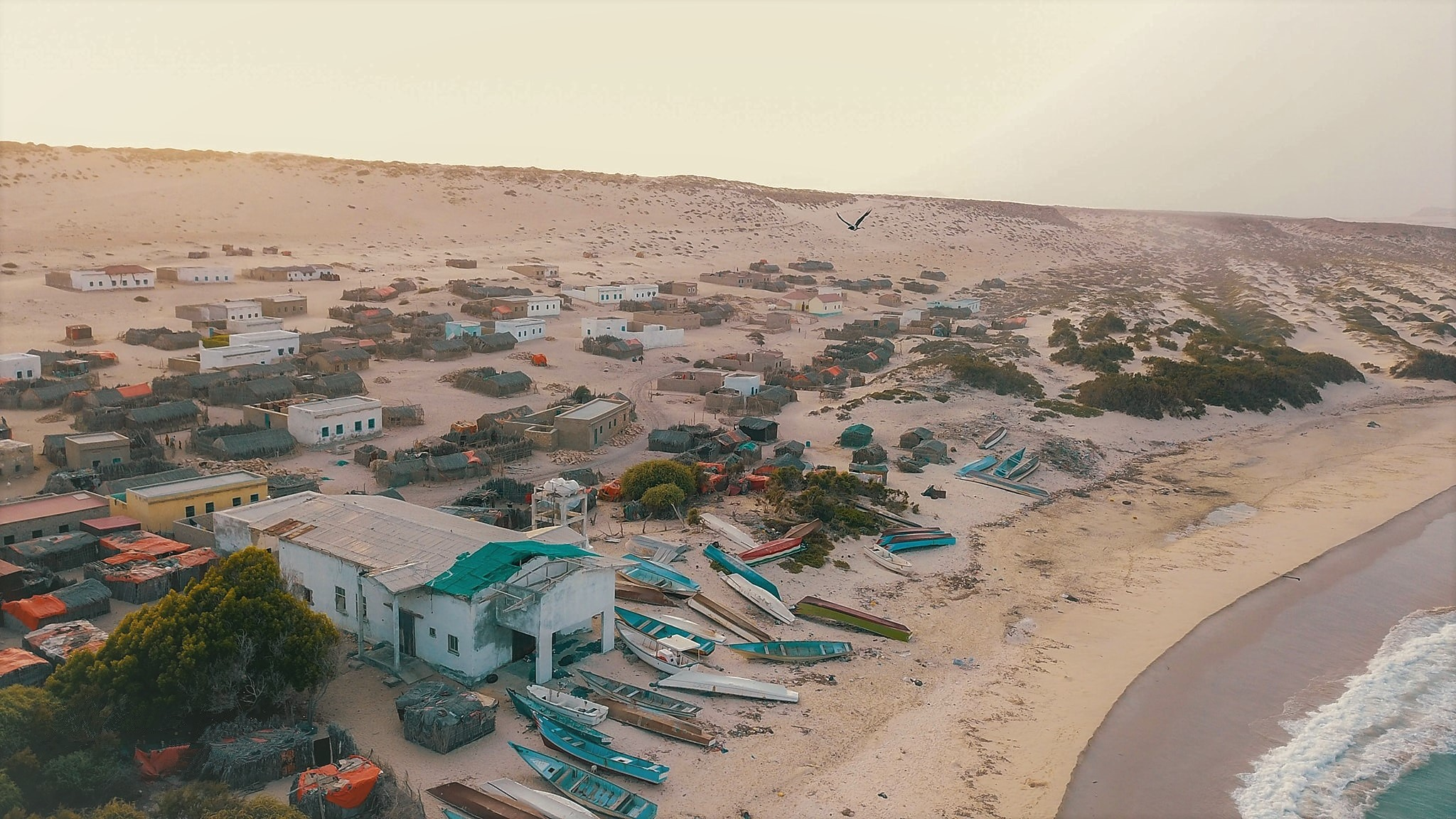
Tooxin

Tooxin ligt aan de monding van de Wadi Seen, slechts 9,8 kilometer ten zuiden van Kaap Gardafui aan de uiterste noordoostpunt van Somalië, waar de wateren van de Indische Oceaan en de Golf van Aden elkaar ontmoeten. Daarmee is Tooxin het plaatsje dat op een na het dichtste bij de uiterste punt van de Hoorn van Afrika ligt, na Olog. Tooxin heeft geen haven; bootjes worden op het strand getrokken. Vanaf ca. 2006 werden Somalische piraten actief in de kustwateren rond het dorp. De piraterij rond Somalië daalde sterk vanaf 2013.

In het achterland liggen op enkele kilometers afstand de dorpen Seen Weyn en Seen Yar. Het dichtstbijzijnde stadje is Bargal, 55 km zuidwaarts langs de kust gelegen.
Klimaat: Tooxin heeft een woestijnklimaat; er valt vrijwel geen neerslag, slechts ca. 38 mm per jaar met een klein 'piekje' in november van 19 mm, de helft van de jaarlijkse hoeveelheid. De gemiddelde jaartemperatuur bedraagt 27,6 °C. De warmste maand is mei, gemiddeld 29,1 °C; de koelste maand is februari, gemiddeld 24,7 °C.